# Fuchibotulus
Fuchiba es un género de arañas araneomorfas de la familia Corinnidae. Se encuentra en África austral.

## Lista de especies
Según The World Spider Catalog 12.0:
- Fuchibotulus bicornis Haddad & Lyle, 2008
- Fuchibotulus kigelia Haddad & Lyle, 2008